# Notonecta viridis
Notonecta viridis – gatunek pluskwiaka z podrzędu różnoskrzydłych i rodziny pluskolcowatych. Należy do właściwych pluskwiaków wodnych.

## Morfologia
Pluskwiak o ciele długości od 13,2 do 14,8 mm. Samice są średnio o 3% dłuższe od samców. Zarys jego ciała jest smukły, około trzykrotnie dłuższy niż szeroki, najszerszy na tułowiu. Przedplecze charakteryzuje boczy brzeg wysunięty w okolicy oka w ostry, lekko ku dołowi zagięty kąt. Tarczka jest czarna, a na półpokrywy mają ciemne plamki na zewnętrznych krawędziach, nasadzie zakrywki i w wewnętrznych rogach przykrywki.

## Występowanie
Owad o rozsiedleniu głównie śródziemnomorskim, na północ sięgający do Wielkiej Brytanii i nizin Europy Środkowej, a na wschód do Iranu. W Polsce rzadki, spotykany od końca lipca do listopada, głównie w niedużych, płytkich, izolowanych zbiornikach, w tym w gliniankach.